# Hyphessobrycon uaiso
Hyphessobrycon uaiso es una especie de pez de agua dulce de la familia de los caracínidos y del género Hyphessobrycon, cuyos integrantes son denominados comúnmente tetras. Habita en ambientes acuáticos tropicales en el nordeste de Sudamérica.

## Taxonomía
Descripción original
Esta especie fue descrita originalmente en el año 2013 por los ictiólogos Fernando Rogério de Carvalho y Francisco Langeani.
Localidad tipo
La localidad tipo referida es: “cabeceras del río Uberaba, cerca de la ruta BR-262, en las coordenadas: 19°40′58.7″S 47°40′7.3″O / -19.682972, -47.668694, a una altitud de 1020 msnm, distrito Ponte Alta, municipio de Uberaba, estado de Minas Gerais, Brasil”.
Holotipo
El ejemplar holotipo designado es el catalogado como: DZSJRP 16460; se trata de un espécimen adulto el cual midió  50,2 mm de longitud estándar. Fue capturado por F. R. Carvalho, F. Langeani, H. F. Chaves, F. O. Martins y C. P. Ferreira el 8 de septiembre de 2006.
Fue depositado en la colección de ictiología del Departamento de Zoología y Botánica, de la Universidad Estatal Paulista “Júlio de Mesquita Filho”, campus de São José do Rio Preto (DZSJRP), ubicado en la ciudad paulista homónima.
Etimología
Etimológicamente, el término genérico Hyphessobrycon se construye con palabras en el idioma griego, en donde: hyphesson significa ‘un poco más pequeño’ y bryko es ‘morder’ o ‘mordedura’.
El epíteto específico uaiso es un nombre en oposición originado en el idioma portugués, que refiere a la interjección coloquial “uai sô”, la cual es utilizada popularmente por los mineros, y en especial por los habitantes de la región del Triángulo minero, en la cual fue descubierta esta especie. La misma es utilizada para expresar sorpresa, temor, asombro, etc.

## Características
El color general del cuerpo y de la cabeza de Hyphessobrycon uaiso es amarillento, ligeramente amarronado; las aletas dorsal, caudal, pélvicas y pectorales con porción anterior amarillenta y posterior rojiza; la aleta adiposa es amarillenta; exhibe una banda longitudinal, la que es más visible a lo largo del pedúnculo caudal; en ambos sexos el iris es de coloración ligeramente azul en la mitad inferior y negruzca en la mitad superior.
Caracterización
Hyphessobrycon uaiso difiere de sus congéneres por presentar la aleta anal corta con 12 a 17 radios ramificados y la aleta dorsal con ii, 7 u 8 radios. Además, puede distinguirse por el número de radios de la aleta pélvica, con i, 5 o 6, así como por el patrón de coloración del ojo en los ejemplares vivos, el cual es ligeramente azulado en la parte inferior y oscuro en la parte superior.

## Distribución geográfica y hábitat
Hyphessobrycon uaiso es un tetra endémico del estado de Minas Gerais, centro-este de Brasil, donde se distribuye en las cabeceras del río Uberaba, el cual drena sus aguas hacia el río Grande, uno de los dos cursos fluviales que forman el río Paraná, integrante a su vez de la cuenca del Plata; dicha hoya hidrográfica vuelca sus aguas en el océano Atlántico Sudoccidental por intermedio del Río de la Plata.
El río Uberaba nace en un área pantanosa, dominada principalmente por ciperáceas. Este pez vive en cardúmenes en aguas límpidas, en claros libres de vegetación, en profundidades de alrededor de 1 metro. Se alimenta fundamentalmente de larvas de dípteros, seguido de algas, materia vegetal, ácaros y amebas.

## Conservación
Los autores recomendaron que, según los lineamientos para discernir el estatus de conservación de los taxones —los que fueron estipulados por la organización internacional dedicada a la conservación de los recursos naturales Unión Internacional para la Conservación de la Naturaleza (IUCN)—, en la obra Lista Roja de Especies Amenazadas Hyphessobrycon uaiso sea clasificada como una especie con: “Datos insuficientes” (DD) hasta que se disponga de mayor información sobre su biología y la exacta extensión de su presencia en la cuenca.